# Ceremony and Devotion
Ceremony and Devotion je koncertní album švédské heavymetalové hudební skupiny Ghost. Vydáno bylo 8. prosince 2017 společností Spinefarm Records a jedná se o první plnohodnotnou koncertní nahrávku v historii kapely. Záznam byl natočen v roce 2017 na koncertu v San Franciscu během turné k EP Popestar.

## Seznam skladeb
| Pořadí         | Název                        | Délka |
| -------------- | ---------------------------- | ----- |
| 1.             | Square Hammer                | 4:23  |
| 2.             | From the Pinnacle to the Pit | 4:16  |
| 3.             | Con Clavi con Dio            | 3:53  |
| 4.             | Per Aspera ad Inferi         | 5:00  |
| 5.             | Body and Blood               | 3:53  |
| 6.             | Devil Church                 | 2:17  |
| 7.             | Cirice                       | 5:59  |
| 8.             | Ghuleh / Zombie Queen        | 7:39  |
| 9.             | Year Zero                    | 5:42  |
| 10.            | Spöksonat                    | 0:52  |
| 11.            | He Is                        | 4:44  |
| 12.            | Mummy Dust                   | 4:19  |
| 13.            | Absolution                   | 5:22  |
| 14.            | Ritual                       | 7:41  |
| 15.            | Monstrance Clock             | 6:11  |
| Celková délka: | Celková délka:               | 72:11 |

## Obsazení
- Papa Emeritus – zpěv

Bezejmenní ghůlové
- – sólová kytara
- – basová kytara
- – rytmická kytara
- – klávesy
- – bicí